# Угрюм-ріка (фільм)
«Угрюм-ріка» (рос. Угрюм-река) — радянський чотирисерійний телевізійний художній телефільм, поставлений на Свердловській кіностудії в 1968 році режисером Ярополком Лапшиним. Фільм є екранізацією однойменного роману В'ячеслава Шишкова.

## Сюжет
Дії розгортаються в кінці XIX — початку XX століття навколо сім'ї Громових. Дід головного героя фільму Данило Громов займався розбоєм і на цьому розбагатів. Вмираючи, він передав гроші своєму синові, відкривши їх походження. Син, Петро Громов, вклав гроші в підприємництво і виховав у своєму сині Прохорі (головному герої фільму) гідного спадкоємця. Прохор Громов виявився людиною цілеспрямованою, з сильним характером, що привело його до вершини багатства і влади в сибірському краї. Однак зло, скоєне Данилом, здавалося, переслідує всю сім'ю в усіх поколіннях. Нещастя в сім'ї Громових трапляються одне за одним. Прохор, спочатку людина чесна і моральна, в'язне в болоті зла. Не в змозі витримати емоційних потрясінь і напруженої праці, Прохор в результаті божеволіє і кидається зі скелі в річку.

## У ролях
- Георгій Єпіфанцев —  Прохор Петрович Громов
- Віктор Чекмарьов —  Петро Данилович, батько Прохора
- Афанасій Кочетков —  дід Данило
- Валентина Владимирова —  Марія Кирилівна, мати Прохора
- Людмила Чурсіна —  Анфіса Петрівна Козирєва
- Павло Махотін —  Андрій Андрійович Протасов, інженер
- Валентина Іванова —  Ніна, дружина Прохора
- Володимир Ємельянов —  Яків Назарович Купріянов, батько Ніни
- Зінаїда Нєвоструєва —  Домна Іванівна, мати Ніни
- Гіві Тохадзе —  Ібрагім-огли
- Олександр Дем'яненко —  Ілля Сохатих, прикажчик
- Валентина Телегіна —  Варвара, кухарка
- Євген Весник —  Федір Степанович Амбрєєв, пристав
- Іван Рижов — отець Іпат
- Данило Нетребін —  Костянтин Фарков
- Юрій Медведєв —  Інокентій Філатич Груздєв
- Нонна Тен —  Синильга, Тунгуска-шаман
- Микола Бадьєв —  Федотич
- Анатолій Торопов —  Шапошников, засланець
- Валентина Савельєва —  Клюка
- Володимир Балашов —  слідчий
- Валерій Чумічов —  Пантелеймон Рощин, вчитель
- Анатолій Соловйов —  Філька Шкворень  (роль озвучив Євген Весник)
- Віктор Щеглов —  фон Пфеффер, ротмістр
- Лариса Архипова —  Тетяна
- Валентин Донгузашвілі —  купець Оганес Агабабич
- Костянтин Максимов —  епізод
- Іван Олігін —  епізод
- М. Синіцин —  епізод
- Л. Фатхуллін —  епізод
- Т. Вафін —  епізод
- Павло Федосєєв —  поштовий працівник
- Анатолій Бугрєєв —  епізод
- Сергій Голованов —  суддя
- Віктор Кузнєцов —  прокурор
- Ігор Бєлозьоров —  керуючий
- Ніна Веселовська —  баронеса Замойська
- Георгій Георгіу —  містер Кук, інженер-американець
- Григорій Гецов —  доктор
- Вацлав Дворжецький —  дід Яшка в бараці  (в 4-й серії)
- Володимир Маренков —  Петро, робочий з комітету
- Петро Огородніков —  епізод
- Володимир Піцек —  міністерський сановник
- В. Попов —  епізод
- Леонід Реутов —  епізод
- Б. Рогозін —  епізод
- Михайло Семеніхін —  комітетник
- Тамара Сухонос —  епізод
- Віктор Колпаков —  диякон Ферапонт  (в титрах не вказаний)
- Микита Третьяков —  епізод  (в титрах не вказаний)

## Знімальна група
- Автори сценарію —  Валентин Селіванов,  Ярополк Лапшин
- Режисер-постановник —  Ярополк Лапшин
- Оператор —  Василь Кирбижеков
- Художник —  Юрій Істратов
- Режисер — А. Садовський
- Редактор — Л. Козлова
- Композитор —  Юрій Левітін
- Диригент —  Юрій Силантьєв,  Емін Хачатурян
- Звукооператор — В. Чулков
- Асистенти — Т. Костіна, Л. Петров, Л. Смирницька, Р. Долников, П. Колупаєв
- Майстер світла — Г. Адєєв
- Костюми — М. Шапорін
- Грим — М. Петкевич, І. Колесникова, А. Кочурова
- Монтаж — Л. Чузо
- Директор картини — С. Ігнатов